# Brian Raman
Brian Raman (* 14. Oktober 1996 in Brasschaat) ist ein belgischer Dartspieler. Er spielte bis Anfang 2022 bei der World Darts Federation. 2021 konnte er als zweiter Belgier nach Leo Laurens 1993 die Nummer eins der WDF-Weltrangliste werden. 2022 gewann er bei der PDC Qualifying School die PDC Tour Card, womit er in den darauffolgenden Jahren auf dem Circuit der Professional Darts Corporation antrat.

## Karriere
2019 gewann Raman das Denmark Masters, wobei er Willem Mandigers im Finale bezwang. Im September 2019 konnte er sich für die BDO World Darts Championship 2020 qualifizieren. Dort verlor er in der Vorrunde gegen Paul Hogan mit 1:3. Im Jahr 2020 hatte er versucht, sich über die PDC Q-School eine Tourkarte zu erspielen. Am ersten Tag kam er ins Halbfinale, verlor aber gegen Harald Leitinger. Auch an den Tagen darauf kam er nicht mehr weiter, wodurch er nur für die PDC Challenge Tour qualifiziert war. Hierbei erreichte er Platz 31 in der Order of Merit.
Bei den Denmark Open kam Raman bis ins Halbfinale, ebenso wie bei den Welsh Open. Auch beim Irish Classic war erst im Halbfinale Schluss, womit sich Raman als Erstplatzierter der WDF-Weltrangliste für die WDF World Darts Championship 2022 qualifizierte.
Zuvor spielte Raman allerdings im Januar 2022 erneut die Q-School. Dabei erlangte er mit einem 6:4-Erfolg über den US-Amerikaner Jules van Dongen am zweiten Tag der Final Stage die Tour Card.
Kurz darauf qualifizierte sich Raman für sein erster Turnier der European Darts Tour, die International Darts Open 2022. Er gewann dabei sein erstes Spiel gegen David Schlichting mit 6:3, bevor er auch José de Sousa mit 6:5 besiegen konnte. Erst im Achtelfinale verlor er mit 1:6 gegen Dimitri Van den Bergh. Bei den UK Open kurz darauf stieg Raman bereits in Runde zwei ein, in der er zusätzlich ein Freilos erhielt, da Boris Kolzow nicht teilnahm. In Runde drei unterlag er dann aber Scott Waites mit 2:6.
An der WDF World Darts Championship 2022 durfte Raman aufgrund einer Ausnahmeregelung der PDC trotzdem teilnehmen und war an Position eins gesetzt. Seine erste Partie gewann er knapp gegen Johnny Haines mit 3:2, bevor er im Achtelfinale Jarred Cole mit 3:0 besiegte. Im Viertelfinale erwies sich Richard Veenstra dann aber als zu stark: Raman unterlag mit 2:4.
Bei den Players Championships 2022 ging es daraufhin noch einmal ins Achtelfinale, was jedoch nicht für eine weitere Major-Qualifikation ausreichte. Bei den UK Open 2023 daraufhin verlor Raman bereits sein erstes Spiel mit 4:6 gegen Dan Read. Er qualifizierte sich in diesem Jahr für zwei Turniere der European Darts Tour. Bei den International Darts Open im April gewann er ein Spiel. Bei den German Darts Open im September aber zog Raman nach Siegen über Nico Kurz, Rob Cross und Nathan Aspinall bis ins Viertelfinale ein. In diesem verlor er allerdings gegen den Associate Member Qualifier Wesley Plaisier mit 3:6.
Bei den Players Championships 2023 gelangen Raman in diesem Jahr allerdings quasi gar keine Erfolge, sodass eine weitere Major-Qualifikation ausblieb. Das Jahr 2023 beendete er daraufhin auf Platz 89 in der PDC Order of Merit, womit er die Tour Card nach zwei Jahren wieder abgeben muss.
Bei der Q-School 2024 startete er daraufhin in der Final Stage, errang seine Tour Card jedoch klar nicht zurück. Er nimmt seitdem auch wieder an Turnieren der WDF teil. So stand er bei den Slovak Masters im Halbfinale und gewann Mitte September die Italian Open, indem er sich mit 5:2 gegen Xanti Van den Bergh durchsetzte.
Mitte Oktober nahm Raman am World Masters 2024  in Budapest teil. Nachdem er mit vier Siegen die Gruppenphase unbeschadet überstand, gewann er auch sein erstes K.-o.-Spiel gegen den Italiener Daniele Petri, bevor er mit 1:5 gegen Dennis Nilsson ausschied. Ende des Monats stand Raman im Finale des Hungarian Masters, welches er jedoch mit 3:5 gegen Benjamin Pratnemer verlor. Bei der WDF World Darts Championship 2024 spielte Raman das Eröffnungsspiel gegen Corné Groeneveld. Nach Startschwierigkeiten setzte er sich mit 2:1 durch und spielte in der zweiten Runde gegen den Gesetzten Martyn Turner. Auch hier behauptete sich Raman mit 3:1. Im Achtelfinale unterlag er jedoch seinem Landsmann Francois Schweyen mit 2:3. In dem Spiel wurden bis zum letzten Satz alle Legs gespielt, lediglich in Satz fünf unterlag Schweyen mit 1:3.
Außerdem nahm Raman im Jahr 2024 an den ersten drei Challenge Tour-Wochenenden teil, wo er ein Achtelfinale erreichte. Außerdem qualifizierte er sich über den Host Nation Qualifier für die Flanders Darts Trophy 2024, wo er jedoch in Runde eins gegen Jermaine Wattimena mit 4:6 verlor.
Bei der Q-School 2025 zog Raman über die First Stage-Rangliste in die nächste Runde ein. In der Final Stage errang er dann jedoch nur einen Punkt und blieb erneut ohne Tour Card. Ende Januar nahm Raman daraufhin bei den Romanian Open teil und gewann diese nach einem 5:2-Finalsieg über John Michael. Bei den Dutch Open schied Raman in der Runde der letzten 32 gegen Martijn Kleermaker aus. Mitte August errang Raman seinen nächsten Titel: Beim Swedish Masters gewann er das Finale gegen Marko Kantele mit 6:3.

## Titel

### WDF
- Gold-Turniere
  - England Open: (1) 2021
- Silber-Turniere
  - Italian Open: (1) 2024
  - Romanian Open: (1) 2025
  - Swedish Masters: (1) 2025
- Sonstige
  - Belfry Open: (1) 2019

## Weltmeisterschaftsresultate

### BDO
- 2020: Vorrunde (1:3-Niederlage gegen  Paul Hogan)

### WDF
- 2022: Viertelfinale (2:4-Niederlage gegen  Richard Veenstra)
- 2024: Achtelfinale (2:4-Niederlage gegen  Francois Schweyen)